# Adelheid Dahimène
Adelheid Dahimène (* 2. Juni 1956 in Altheim; † 21. November 2010 in Freiburg im Breisgau)  war eine österreichische Schriftstellerin.

## Leben
Nach Abschluss der Handelsschule in Braunau folgten einige Auslandsaufenthalte (München, Afrika, Frankreich, Großbritannien), anschließend verschiedene Tätigkeiten in der Markt- und Meinungsforschung, als Buchhalterin und Übersetzerin. Ab 1991 war Dahimène freiberufliche Werbetexterin und Schriftstellerin. Unter anderem organisierte sie in Wels das Literaturprogramm im „Schl8hof“, einem seit 25 Jahren bestehenden Kulturzentrum. Zuletzt wurden dort die Minidramen Frisches Blut unter Adelheid Dahimènes Ägide uraufgeführt (Regie: Lucas Cejpek).
Adelheid Dahimène hatte drei Kinder und lebte in Wels. Sie starb im Alter von 54 Jahren an einem schweren Krebsleiden.

## Auszeichnungen
- Feldkircher Lyrikpreis 2006 (1. Platz)
- Österreichischer Staatspreis für Kinder- und Jugendliteratur 2004 für Spezialeinheit Kreiner
- Schönstes Buch Österreichs 2004 für Schnell, Rudi, schnell
- Schönstes Buch Österreichs 2002 für Esel
- Österreichischer Staatspreis für Kinder- und Jugendliteratur 1998 für Indie Underground. Jugendroman in LP-Form
- Max-von-der-Grün-Anerkennungspreis für „Literatur zur Arbeitswelt“ der Kammer für Arbeiter und Angestellte für Oberösterreich und der Stadt Linz 1995

## Werke
- 2011: Wenn Herr Montag mit Frau Freitag.  Verlag Bibliothek der Provinz (posthum)
- 2011: Rauchernovelle. Klever Verlag (posthum)
- 2010: Ein bisschen mehr Jubel und Trubel bitte! Verlag Bibliothek der Provinz
- 2010: Da vorne gibt es was zu lachen. Residenz Verlag
- 2008: Blitzrosa Glamour. Klever Verlag
- 2008: Wir und das neue Tier. Residenz Verlag
- 2007: Weitersagen. Boje Verlag GmbH, Köln, ISBN 978-3-414-82032-7
- 2006: Das Froschl. Residenz Verlag
- 2005: Esel. Residenz Verlag
- 2005: Buttermesser durch Herz. Fügungen
- 2004: Spinne Spinnerin. Residenz Verlag
- 2004: Schnell, Rudi, schnell!
- 2003: Die seltsame Alte
- 2002: Der Schatten vom Hans
- Spezialeinheit Kreiner. Ein Fall für alle Fälle
- 2002: Voller Mond und leerer Bär
- 2001: Das Brillenhuhn
- 1999: hicks!
- 1999: Ein Affe mit Turnhose und andere halb-afrikanische Geschichten
- 1998: Gar schöne Spiele
- 1997: Indie Underground. Jugendroman in LP-Form
- 1997: Apostroph. Der Strich der Gegend (illustriert von Heide Stöllinger)
- 1996: Meine Seele ist eine schneeweiße Windbäckerei
- 1996: Ma-o-ma in der Sprechblase (illustriert von Heide Stöllinger)
- 1995: Ich, Rosa Lii, die Beträumte